# Inés Efron
Inés Efron (ur. 1985) – argentyńska aktorka filmowa i teatralna. 
W 2007 roku otrzymała nagrodę Argentyńskiej Akademii Filmowej w kategorii aktorskie odkrycie roku.

## Filmografia
- Medianeras (2011)
- Dziecko Jeziora (El Ninio pez) (2009)
- Nido vacío, El (2008)
- Amorosa soledad (2008)
- Hoy no estoy (2007)
- XXY (2007)
- Parece la pierna de una muñeca (2007)
- Cheese Head (2006)
- Glue (2006)